# لوري تايلور
لوري تايلور (بالإنجليزية: Laurie Taylor)‏ هو متزحلق جبال الألب بريطاني، ولد في 10 فبراير 1996.

## وصلات خارجية
- لوري تايلور على موقع الاتحاد الدولي للتزلج (التزلج على المنحدرات الثلجية) (الإنجليزية)
- لوري تايلور على موقع أوليمبيديا (الإنجليزية)